# Maija Saari
Maija Saari , född 26 mars 1986 i Vasa, är en finländsk fotbollsspelare (försvarare). Hon är född i Vasa men flyttade som tioåring till Helsingfors, där hon spelade för FC Honka, och bland annat var med om att vinna finska mästerskapet tre år i rad. Därefter har hon spelat för Umeå IK, Kolbotn IL och AIK, innan hon inför säsongen 2013 skrev ett ettårskontrakt med Mallbackens IF. Inför säsongen 2014 skrev hon kontrakt med AIK.
Hon har även spelat 65 matcher för Finlands landslag.